# 국민공회

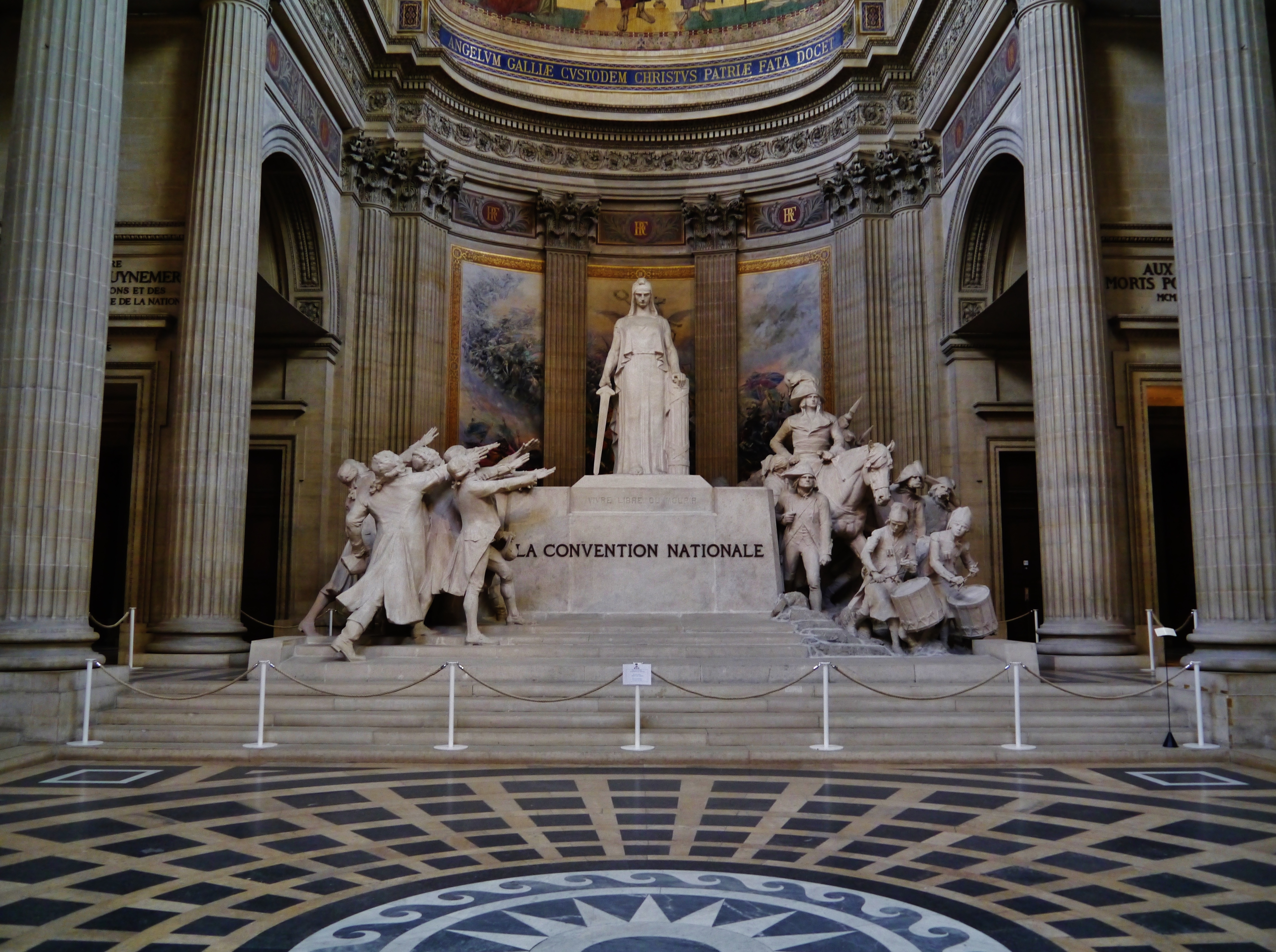

국민공회(프랑스어: Convention nationale)는 1792년 9월 20일부터 1795년 10월 26일(국민공회가 채택한 프랑스 혁명력에서 브뤼메르 4일)까지 프랑스 혁명 기간 동안 존속했던 프랑스의 단원제 입법 기관이다. 여러 위원회를 통해 집행 권한도 갖고 있었기 때문에 행정부의 역할도 담당했다. 1792년 파리 시민이 튀일리궁을 습격한 8월 10일 사건을 통해 왕정이 무너지면서 입법의회가 법령을 통해 루이16세의 왕권을 정지시켰다. 새 의회가 수립되기 전 로베스피에르의 제안으로 국민공회라는 명칭을 결정했고 1792년 선거를 실시했다. 국민공회는 회기 2일째인 9월 21일, 공화정을 선포하여 왕정을 폐지하고 프랑스 제1공화국을 수립했다. 루이 16세를 국가반역죄로 기소하여 이듬해 1월 단두대에서 처형했다. 1795년 11월 2일에 시작된 총재정부가 뒤를 이었다. 국민공회의 참가자로는 자코뱅 당의 로베스피에르와 마라 그리고 당통 등이 있었다.

## 같이 보기
- 1792년 프랑스 국민공회 선거